# Lempire
Lempire – miejscowość i gmina we Francji, w regionie Hauts-de-France, w departamencie Aisne.
Według danych na styczeń 2014 roku gminę zamieszkiwało 112 osób, a gęstość zaludnienia wynosiła 42,3 osób/km².